# Microesferofaquia
La microesferofaquia es una anomalía congénita del cristalino que se caracteriza porque esta parte del ojo es más pequeña de lo normal y tiene una forma esférica anómala, lo que ocasiona problemas de visión. Recibe también el nombre de esferofaquia o microfaquia.
La microesferofaquia se detecta generalmente en la infancia. Puede presentarse de forma aislada, o asociarse a otras enfermedades o síndromes; entre los más frecuentes se encuentran los siguientes:
- Síndrome de Marfan
- Síndrome Weill–Marchesani
- Rubéola congénita
- Hiperlisinemia